# Umi.
umi.（うみ、1991年11月25日 - ）は、北海道生まれ、栃木県育ちのドゥードゥルアート作家。名前の表記は「umi.（ドットは読まない）」または「umi.doodle」としている。本名は柿田育海（かきたいくみ）。文星芸術大学在学中に「花とイキモノ」を発表。以来、花と動物のペン画作品を発表し続けている。

## 来歴
北海道生まれ栃木県育ち。宇都宮文星女子高等学校美術科を卒業後、2011年に文星芸術大学美術学部に入学し、美術学科染織を専攻する。2015年、文星芸術大学美術学部染織科卒業。植物、動物を題材に採った作品を主に発表している。

## 略歴
- 2008年8月、関東農政局栃木農政事務所が募集した米粉食品パッケージデザインで特別賞を受賞[6]。
- 2010年12月、栃木県小山市の新マスコット「ピンキー」のデザイン[7]。
- 2015年2月、学部の卒業制作で「花とイキモノ」を発表[8]。
- 2016年8月、画集umi.'s flora and fauna GUIDEを刊行[9]。
- 2016年10月、ギャラリー銀座フォレストで「"umi." solo exbihition - B.D - 2016」を開催[9]。
- 2017年1月、『ART EXHIBITION　～石ノ森章太郎・松本零士・井上直久～』に特別展示[10]。
- 2017年4月、『第13回ベラドンナ・アート展』においてターレンスジャパン賞受賞[11]。

## 人物
- 難病名（表皮水疱症）の周知活動や寄付によるチャリティ活動を須賀由美子と行っている[12][13][14][15]。

## 画集ほか
- 『umi.'s flora and fauna GUIDE』２０１６年８月、ISBN 978-4-9909142-0-2
- 『umi.doodle絵画集-花と動物2017-』２０１７年５月、ISBN 978-4990914219
- 『Skybutterfly : 殻の向こう』２０１８年６月、ISBN　978-4-9909142-4-0